# Мариновка (Житомирская область)
Мариновка (укр. Маринівка) — село на Украине, находится в Емильчинском районе Житомирской области.
Код КОАТУУ — 1821785002. Население по переписи 2001 года составляет 148 человек. Почтовый индекс — 11246. Телефонный код — 4149. Занимает площадь 0,375 км².

## Адрес местного совета
11246, Житомирская область, Емильчинский р-н, с. Рыхальское, ул. Ленина, 8